# گربه‌ماهی ببری خال‌خالی
گربه‌ماهی ببری خال‌خالی (نام علمی: Pseudoplatystoma corruscans) نام یک گونه از سرده گربه‌ماهی‌های ببری است.